# Półgrupa transformacji
Półgrupa transformacji – półgrupa wszystkich funkcji (transformacji) pewnego zbioru w siebie z działaniem składania. Nazywana również pełną półgrupą transformacji dla odróżnienia od jej podpółgrup. Jest podpółgrupą półgrupy relacji binarnych na zbiorze, a także półgrupy transformacji częściowych zbioru w siebie. Półgrupa transformacji zbioru zawiera grupę permutacji tego zbioru jako podpółgrupę.

## Oznaczenia
A.H. Clifford i G.B. Preston oznaczają półgrupę wszystkich transformacji zbioru {\displaystyle X} symbolem {\displaystyle {\mathcal {T}}_{X}} i będzie on stosowany również poniżej. J.M. Howie używa symbolu {\displaystyle {\mathcal {T}}(X)}.
W poniższym stosowana będzie standardowa w teorii półgrup konwencja pisania argumentów funkcji na lewo od symbolu oznaczającego funkcję. Tak więc zamiast {\displaystyle \phi (x),} pisać będziemy {\displaystyle x\phi .}

## Relacje Greena i regularność
Relacje Greena na {\displaystyle {\mathcal {T}}_{X}} dają się scharakteryzować za pomocą poniższego twierdzenia.

### Charakteryzacja relacji Greena
Niech {\displaystyle \alpha ,\,\beta \in {\mathcal {T}}_{X}.} Niech, dla każdego {\displaystyle \phi \in {\mathcal {T}}_{X},\,\,\pi _{\phi }} oznacza relację następującą relację równoważności (jądro {\displaystyle \phi }):
{\displaystyle x\,\pi _{\phi }\,y} wtedy i tylko wtedy, gdy {\displaystyle x\phi =y\phi .}
Wtedy
{\displaystyle \alpha \,{\mathcal {L}}\,\beta } wtedy i tylko wtedy, gdy {\displaystyle X\alpha =X\beta } (czyli {\displaystyle \alpha } i {\displaystyle \beta } mają ten sam obraz);
{\displaystyle \alpha \,{\mathcal {R}}\,\beta } wtedy i tylko wtedy, gdy {\displaystyle \pi _{\alpha }=\phi \beta } (czyli {\displaystyle \alpha } i {\displaystyle \beta } mają to samo jądro);
{\displaystyle \alpha \,{\mathcal {D}}\,\beta } wtedy i tylko wtedy, gdy {\displaystyle |X\alpha |=|X\beta |} (czyli obrazy {\displaystyle \alpha } i {\displaystyle \beta } mają równą moc);
{\displaystyle {\mathcal {D}}={\mathcal {J}}.}
Klasy relacji {\displaystyle {\mathcal {H}}} są oczywiście przecięciami klas relacji {\displaystyle {\mathcal {L}}} i {\displaystyle {\mathcal {R}}.}

### Regularność
Łatwo jest w {\displaystyle {\mathcal {T}}_{X}} zidentyfikować idempotenty; są to po prostu rzuty, czyli przekształcenia działające identycznościowo na swoim obrazie. Stąd i z powyższego twierdzenia wynika regularność {\displaystyle {\mathcal {T}}_{X}.}